# Király utca (Pécs)
A Király utca Pécs belvárosának legismertebb sétálóutcája a Széchenyi tértől keleti irányban halad a Búza téren keresztül a Katalin utcáig, amelyben számos műemlék jellegű, nevezetes épület látható. 1864-ben nevezték el az utca Széchenyi tér és Felsőmalom utca közti szakaszát Király utcának, Király József pécsi püspök tiszteletére, aki 1807–1825 között töltötte be a tisztségét, az utca külső fele előbb Fő utca, majd Kossuth Lajos utca volt. 1945-től kb. 1991-ig az egész utca a Kossuth Lajos utca nevet viselte, a rendszerváltás után pedig teljes hosszában Király utcává nevezték. Az utca nincs teljes hosszában elzárva az autósforgalomtól, mindössze Lyceum templomig szól a tilalom. Az utcán egykor villamos haladt, melynek emlékét emléktábla őrzi. Az utca középső részén található a Pécsi Nemzeti Színház, mely 1893–1895-ben épült. Számos étterem, kávézó és galéria található a korzó mentén, melyen végigsétálva érdemes a házak emeleti homlokzataira is felnézni, ahol gazdagon keretezett ablakokat, rozettákat látni.

## Története

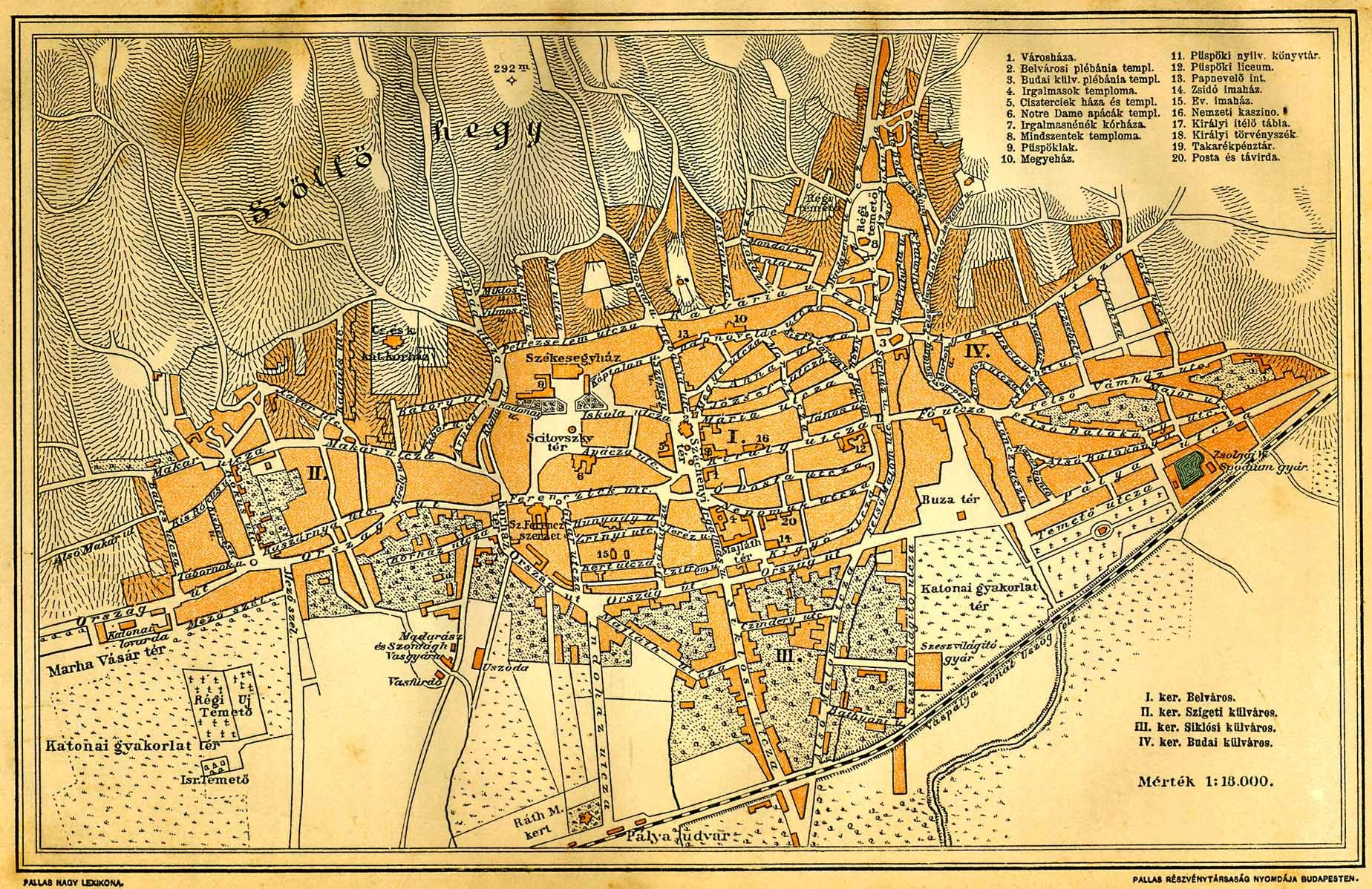
Király utca és Fő utca Pécs térképén

Király József püspökről kapta nevét Pécs híres sétálóutcája. 1820. március 27-én hatalmas tűzvész következtében leégett a Budai városrész épületeinek csaknem egytizede. dr. Ódor Imre, a Baranya Megyei Levéltár igazgatója szerint a püspök kiemelkedő szociális érzékenysége késztette arra a városvezetőket – a tűzvész után csaknem fél évszázaddal, 1864-ben –, hogy a város fő utcáját Király Józsefről nevezzék el. A Kossuth Lajos utca mellett a Király utcán összpontosult a város üzleti életének nagy része, itt voltak a legforgalmasabb üzletek, amelyek személyforgalmát 1913 és 1960 között villamosközlekedés is segítette.

## Nevének története

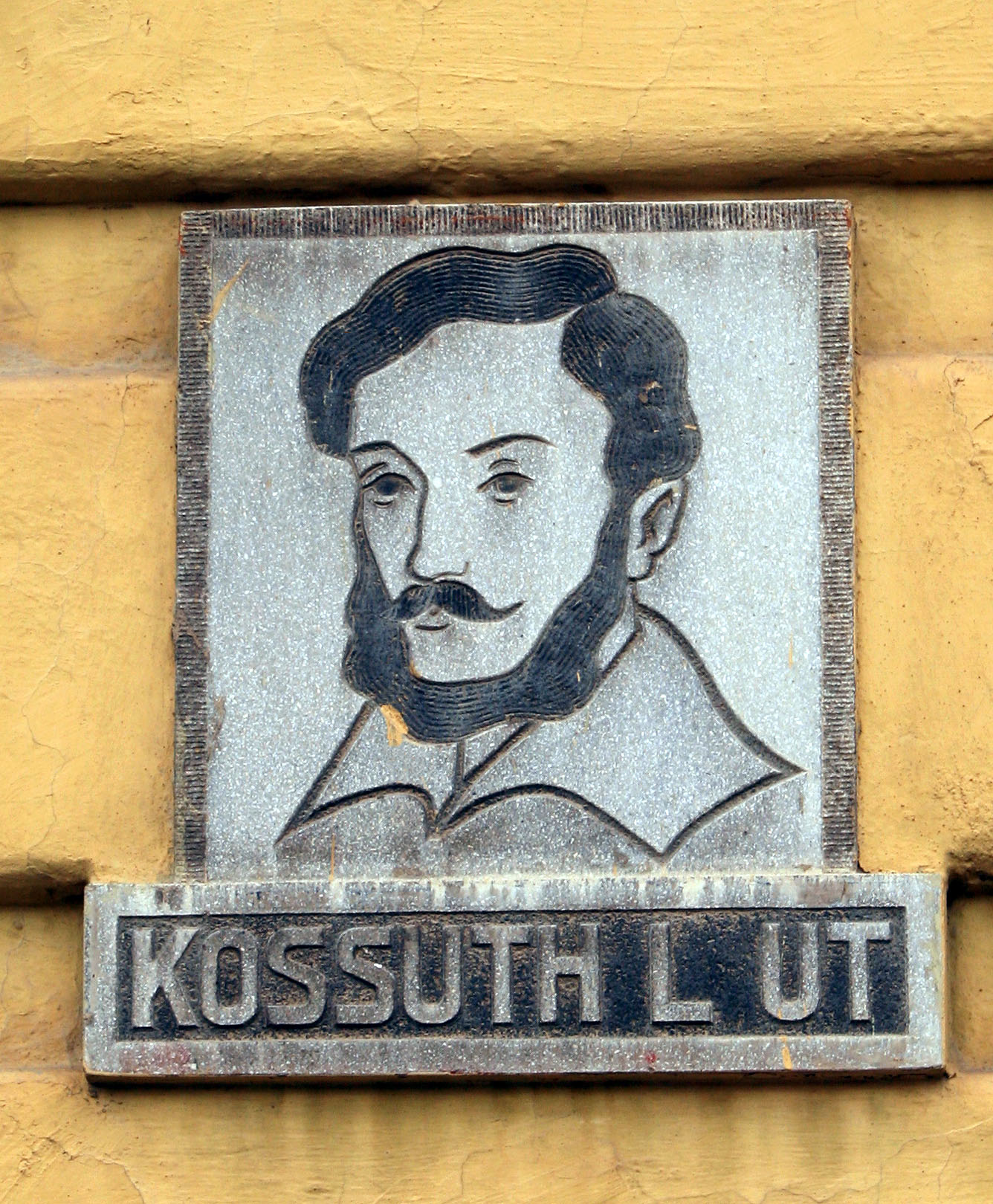
Kossuth Lajos utcanévtábla

A sétálóutca igencsak viharos névtörténettel rendelkezik. Pécs történetében példátlanul, 21 nevet kapott. A képzeletbeli rangsor második helyezettje a Hunyadi János utca, 13 névvel.
- 1554: Nagy uca mahalle
- 1687: Nagy utca (egyes esetekben ucca)
- 1713-22: Ofner gasse
- 1722 körül: Stern Gasse
- 1724-1803 között az alábbi neveken: Ofner gasse, Hauptgasse, Platea major, Platea magna, Platea Principalis, Platea Capitaliis, Platea Budensis, Öregh Utza, Nagy Utza
- 1804: Feő Ucza, Haupt Gasse
- 1817: Ofner Vorstadt gasse zum oberne Mauth-Hause
- 1843: Fő utza
- 1864: Király utca és Fő utca
- 1930: Király utca és Kossuth Lajos utca
- 1977: Kossuth Lajos utca
- 1991: Király utca

## Nevezetességei

### Palatinus Hotel

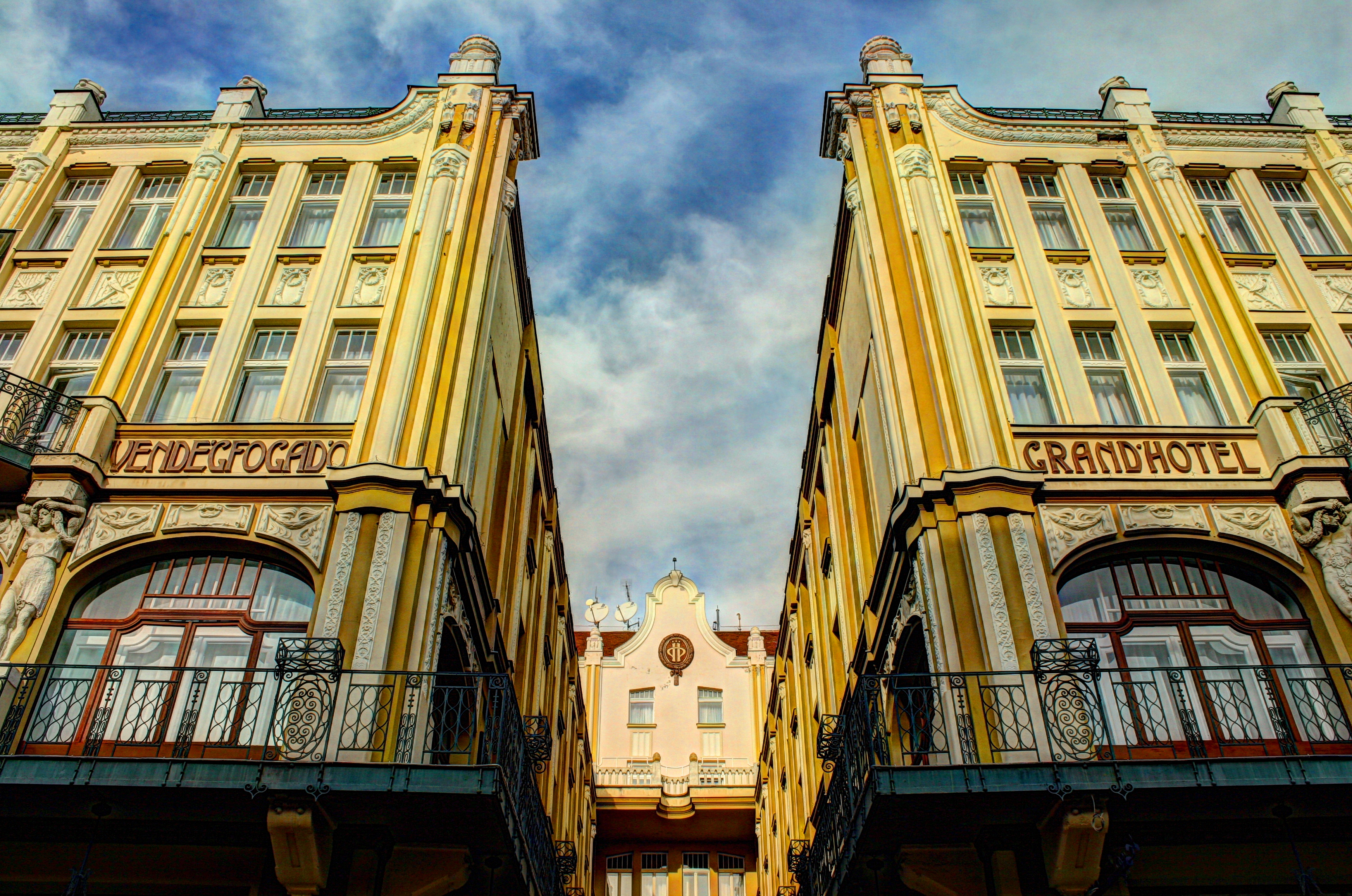
Palatinus Hotel

A Király utca 5. szám alatt található a szecessziós hangulatú Palatinus Hotel, amelyet 1915 májusában adtak át Pannónia Grand Hotel néven. A Palatinus nevet 1975-ben kapta, jelenlegi hivatalos elnevezése Hotel Palatinus City Center. A Király utca hangulatát erőteljesen meghatározó három emeletes épületet Pilch Andor építész tervezte a korábbi kesztyűgyártó üzem helyére, a Hamerli család részére. A több, mint száz éves épület mai külsejét az 1988-ban kezdődött, tizenhárom évig tartó felújítása után nyerte el. A szálloda nagyterme Bartók Béla nevét viseli, aki 1923. október 30-án itt adott koncertet. A szálloda legismertebb vendégei José Carreras, Plácido Domingo, Jiří Menzel voltak. Volt idő, amikor az épület össze volt kötve a Széchenyi téri Nádor szállóval. A hotel ma a Danubius Hotels Group tulajdona.

### Színház tér

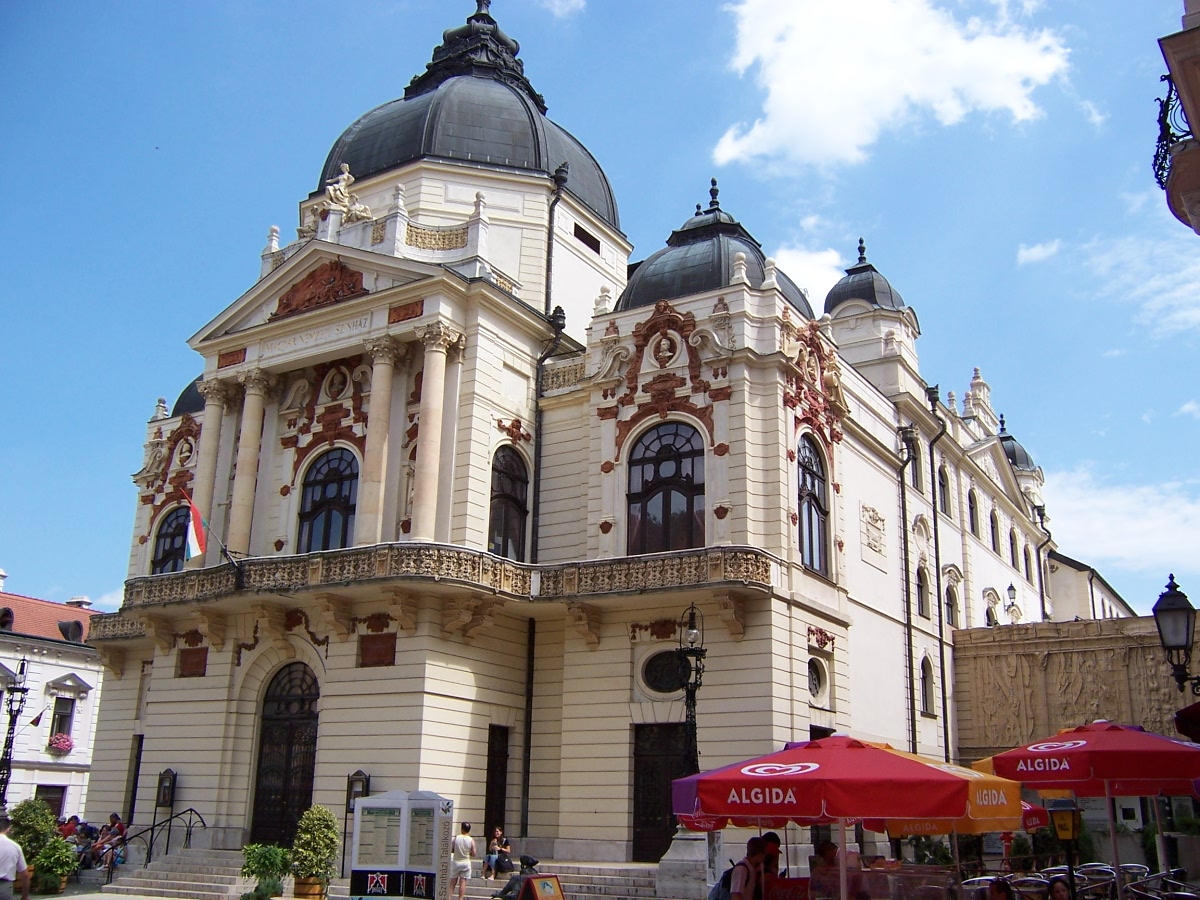
Pécsi Nemzeti Színház

A Király utca kis térré szélesedik. A Színház térre keresztelt téren található a Pécsi Nemzeti Színház, amely 1895-ben nyitotta meg kapuit a Bánk bán című darabbal. A színház korszerű, több szín megjelenítésére alkalmas forgószínpaddal, egy 4 részben süllyedő zenei árokkal, fény-, hang-, és videórendszerrel van felszerelve. A Pécsi Országos Színházi Találkozó egyik fontos helyszínéül szolgál az épület, melyben négy teremben tartanak előadásokat: nagyszínház, kamaraszínház, szobaszínház és stúdiószínház.
A téren található a Pécsi Kulturális Központnak helyet adó Dominikánus ház, melynek helyén egykoron Ferhád pasa dzsámija állt. A török után ezt a Dominikánus szerzetes rend kapta meg, s itt templomot és rendházat építettek. 1786-ban II. József feloszlatta a dominikánus rendet. Üresen maradt a templom és a rendház. A Francia háború idején az épületekben francia foglyok tartózkodtak. A templomból raktár lett, majd lakóház. A múlt század végén dr. Johan Béla orvos átépíttette a mai formájára.
A Színház tér északi oldalán álló – többször átépített – épületet (Király u. 13.) a Pécsi Nemzeti Kaszinó használta 1839-től. Földszinti helyiségeiben a híres Nick-féle söröző az 1895-ös átalakításig működött. Az eredeti terveket Kirstein Ágoston készítette, ám mivel megvalósításuk túl sokba került volna, a kivitelező, Schlauch Imre e terveket átdolgozta és ezek  alapján 1895-ben eklektikus stílusú épület valósult meg. Ma a Helyőrségi Klub (volt Fegyveres Erők Klubja) működik benne. A tér felőli bejárata a Belvárosi Étterem. A tér két körcikk alakú szökőkutas medencéjének sarkát Rétfalvi Sándor pécsi szobrászművész színjátszásra utaló alkotásai díszítik.

### Vasváry-ház

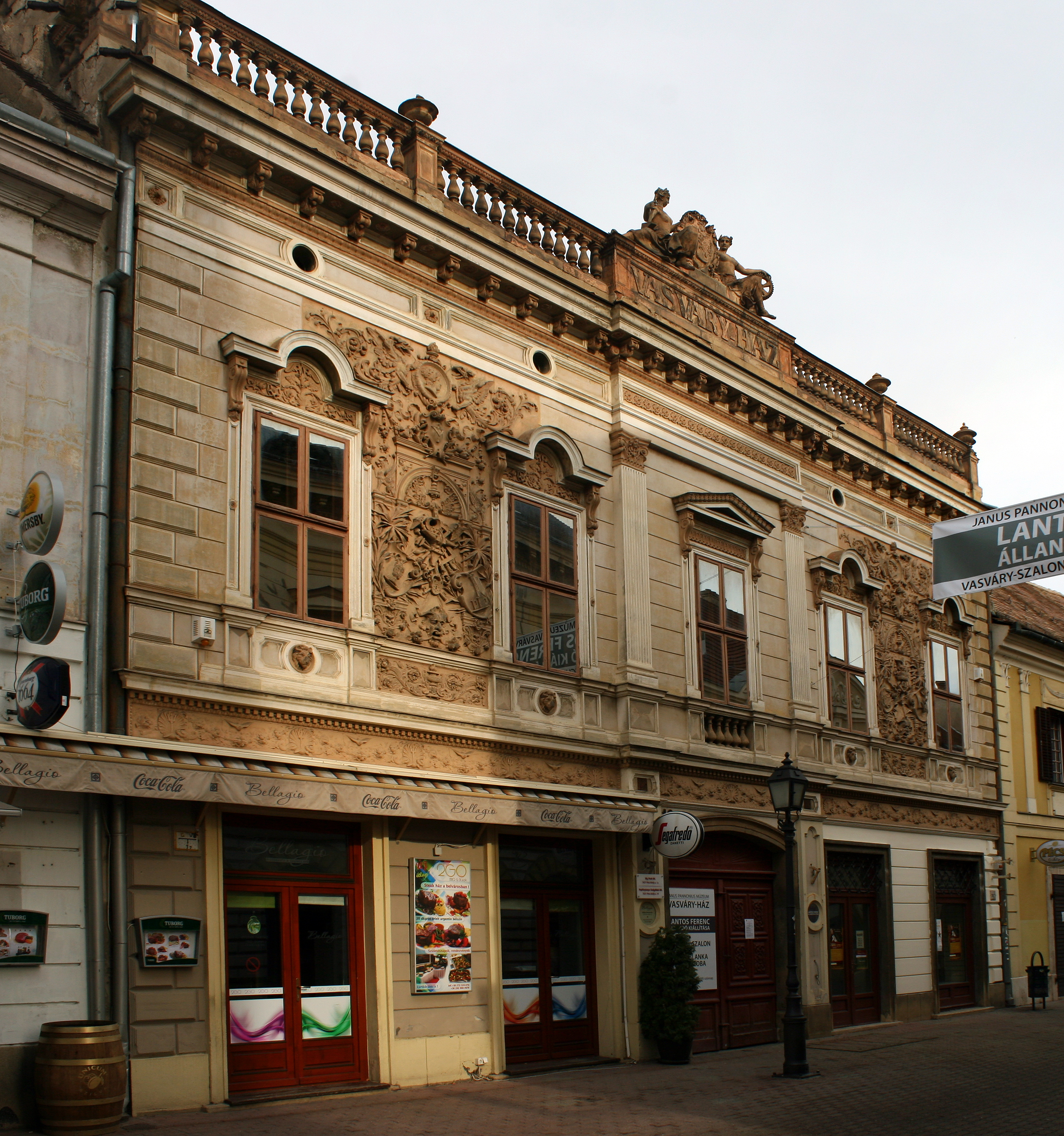
Vasváry-ház

A Király u. 19. szám alatti Vasváry-ház díszes pirogránit domborművei a Zsolnay porcelángyárból valók (Sikorszki Tádé alkotásai, 1893-ból). A Vasváry György vaskereskedő nevét viselő épület a vasipar és a kereskedelem jelképeit hordozzák. A legkorábbi adat a házról 1840-ből való, amikor Vasváry édesapja a kétszintes házat megvásárolta. Harminc évvel később átépítették Ivánkovits István és Szánthó Antal építészek tervei alapján. Ennek során került a főhomlokzat párkányára 1883-ban a Vasváry-ház felirat, a ház hátsó udvarának homlokzati részére pedig Vasváry-udvar. A lépcsőház falán két Mücke Ferenc József festmény található.
A lakás szalon része neoreneszánsz stílusú, intarziás parkettával, festett mennyezettel, bronz csillárral, egy Bösendorfer zongorával, festményekkel és egy 17. századi nemesi oklevéllel. A család ezeket a relikviákat 1988-ban a városi tanácsnak adományozta. Az egyik kisszalonban Péchy Blanka színésznő, diplomata és nyelvművelő és a Janus Pannonius Társaság, illetve a helyi sajtó és a színházi élet relikviái kaptak helyet.  A másik kisszalon egyik részében a zenei élet, ill. az egyesületek (Pécsi Dalárda, Pécsi Daloskoszorú, Polgári Daloskör, Gutenberg Daloskör, ill. a Pécsi Ünnepi Játékok, a Mecsek Egyesület) emlékei és a 19–20. századi pécsi fényképészek alkotásai láthatók.
Az épület aljában ma étterem működik.

### Caflisch cukrászda és kávéház
Az ország legrégebbi cukrászdája 1789 óta áll a ma Király utca 32. címen található épületben. Az épületről az első ismert adatok 1695-ből származnak, először cukrászdát 1789-ben nyitott Szibereau Ágoston. 1800-tól egyben Pécs első kávéházaként is üzemel (Scheiber Györgynek köszönhetően), 1869. április 27-től bérelte Caflisch Kristóf, aki 1879-ben meg is vásárolta az épületet. Az üzletet 1887-ben bekövetkezett haláláig vezette, melyet 1948-ig özvegye, Murányi Anna vezette tovább - ezalatt élte a cukrászda és egyben cukrászüzem a fénykorát. 1952-ben államosították Éva Cukrászda néven; 1988-ban kapta vissza a Caflisch nevet, és állították vissza patinás belső terét.
A cukrászda 2009-ben bezárt, 2011-ben rövid időre megnyílt. 2014 júliusa óta üzemel újra.

### Lyceum (Urunk Színeváltozása) templom

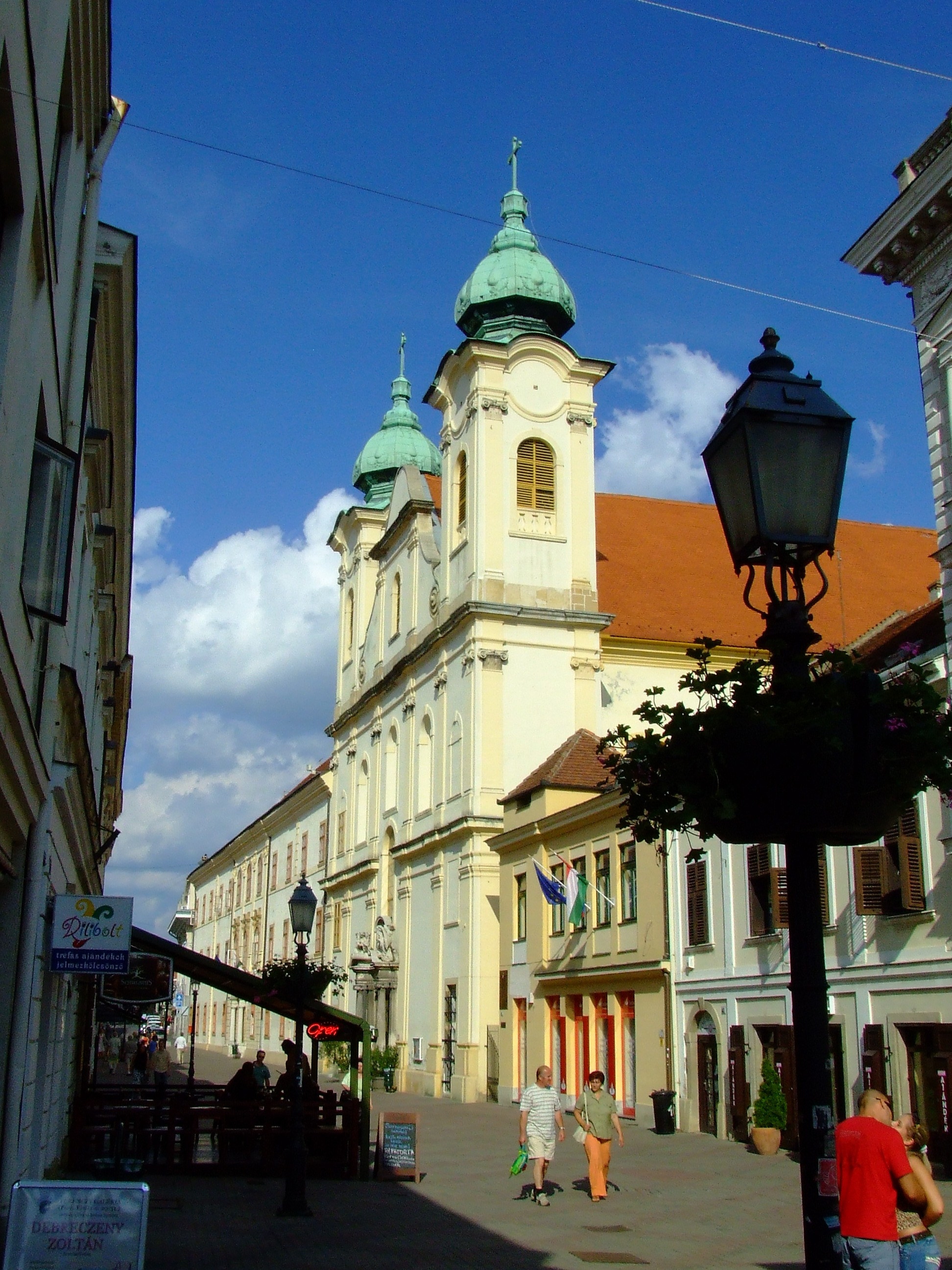
A Lyceum templom látványa a Király utcán sétálva.

A 18. században a török Hadzsi Huszein pasa dzsámijának helyén és felhasználásával, a pálos szerzetesek építették 1741–1756 között, egy pálos szerzetes, Vépi Máté tervei szerint. A késő barokk stílusú templomot eredetileg a Szentháromság tiszteletére szentelték fel. A tornyok 1778–1779-ben épültek. Miután a pálos rendet 1786-ban feloszlatták, az épület egészen 1832-ig használaton kívül maradt. Berendezéseit az egyházmegye más templomai között osztották fel. Szepesy Ignác püspök vette használatba újra, a rendházat iskolává, úgynevezett lyceummá alakította, a templomot pedig az ifjúság istentiszteleti céljaira bocsátotta. 1923-ban, mikor a pozsonyi Erzsébet Egyetemet Pécsre helyezték, egyetemi templomnak nevezték ki. 1930 körül újrafestették a belső teret, ezek az alkotások a pécsi Gebauer Ernő munkái. A templomot 1997-ben vette át újra a pálos rend.
A templomhoz kapcsolódik az egykori pálos kolostor barokk épülete, amely ma a Széchenyi István Gimnázium otthona.

## Járműforgalom az utcán
Az utca a Széchenyi tér és a Felsőmalom utca/Majorossy Imre utca kereszteződés (vagyis a régi Budai Kapu) között sétálóutcaként funkcionál, a Budai Kaputól a Búza téri körforgalom felé gépjárművel egyirányú, a Búza tér és a Katalin utca között kétirányú gépjárműforgalom biztosított. Kerékpárral a Szent Mór utcától kelet felé kétirányú kerékpárforgalom biztosított – ebből a gépjárművel egyirányú részen csak a szembe közlekedő irányba, egyébként mindkét irányba külön kerékpársáv van felfestve.